# Pedro Mazullo
Pedro Marcelo Mazullo (Uruguay, 15 de febrero de 1892 - ?) Fue un entrenador de fútbol uruguayo. Entrenó a la selección nacional de Chile entre 1936 y 1939, llevándolos en 1937 a su victoria deportiva inaugural sobre Uruguay, el país natal de Mazullo, en una victoria por 3-0 en el terreno de San Lorenzo de Almagro en Buenos Aires.

## Estadísticas

### Con la Selección de Chile
| Fecha      | Ciudad       | Rival     | Resultado | Competición                  |       |
| ---------- | ------------ | --------- | --------- | ---------------------------- | ----- |
| 30/12/1936 | Buenos Aires | Argentina | 1-2       | Campeonato Sudamericano 1937 | 45.91 |
| 03/01/1937 | Buenos Aires | Brasil    | 4-6       | Campeonato Sudamericano 1937 | 48.48 |
| 10/01/1937 | Buenos Aires | Uruguay   | 3-0       | Campeonato Sudamericano 1937 | 100   |
| 17/01/1937 | Buenos Aires | Paraguay  | 2-3       | Campeonato Sudamericano 1937 | 62.52 |
| 21/01/1937 | Buenos Aires | Perú      | 2-2       | Campeonato Sudamericano 1937 |       |